# ISO 15189
La norma ISO 15189 "Medical laboratories -- Requirements for quality and competence, " in Italia UNI EN ISO 15189 "Laboratori medici - Requisiti riguardanti la qualità e la competenza", è una norma internazionale che specifica i requisiti riguardanti la qualità e la competenza per i laboratori medici.

## Storia
La ISO 15159 è stata sviluppata dall'ISO/TC 212 Clinical laboratory testing and in vitro diagnostic test systems, ed è stata pubblicata per la prima volta nell'aprile 2007. Nel 2013 è stata pubblicata una  revisione come ISO 15189:2013  Laboratori medici - Requisiti per la qualità e la competenza ,  recepita in Italia a marzo 2013 come UNI EN ISO 15189. La quarta versione è stata pubblicata nel 2022, recepita a giugno 2024 in lingua italiana come UNI EN ISO 15189.
L'ISO/TC 212 è stato costituito nell'anno 1994.

## Principali requisiti della norma
La ISO 15189 adotta uno schema in 8 capitoli nella seguente suddivisione:
- 1 Scopo
- 2 Riferimenti normativi
- 3 Termini e definizioni

- 4 Requisiti generali
  - 4.1 Imparzialità
  - 4.2 Riservatezza
  - 4.3 Requisiti relativi ai pazienti

- 5 Requisiti strutturali e di governance
  - 5.1 Entità giuridica
  - 5.2 Direttore del laboratorio
  - 5.3 Attività di laboratorio
  - 5.4 Struttura e autorità
  - 5.5 Obiettivi e politiche
  - 5.6 Gestione del rischio

- 6 Requisiti di risorse
  - 6.1 Informazioni generali
  - 6.2 Personale
  - 6.3 Strutture e condizioni ambientali
  - 6.4 Attrezzature
  - 6.5 Calibrazione delle apparecchiature e tracciabilità metrologica
  - 6.6 Reagenti e materiali di consumo
  - 6.7 Contratti di servizio
  - 6.8 Prodotti e servizi forniti esternamente

- 7 Requisiti di processo
  - 7.1 Informazioni generali
  - 7.2 Processi pre-esame
  - 7.3 Processi di esame
  - 7.4 Processi post-esame
  - 7.5 Lavoro non conforme
  - 7.6 Controllo di gestione dei dati e delle informazioni
  - 7.7 Reclami
  - 7.8 Pianificazione della continuità e della preparazione alle emergenze

- 8 Requisiti del sistema di gestione
  - 8.1 Requisiti generali
  - 8.2 Documentazione del sistema di gestione
  - 8.3 Controllo dei documenti del sistema di gestione
  - 8.4 Controllo delle registrazioni
  - 8.5 Azioni per affrontare rischi e opportunità di miglioramento
  - 8.6 Miglioramento
  - 8.7 Non conformità e azioni correttive
  - 8.8 Valutazioni
  - 8.9 Riesame della direzione.

## Cronologia
| Anno | Descrizione             |
| ---- | ----------------------- |
| 2003 | ISO 15189 (1ª Edizione) |
| 2007 | ISO 15189 (2ª Edizione) |
| 2012 | ISO 15189 (3ª Edizione) |
| 2022 | ISO 15189 (4ª Edizione) |